# Globba nawawii
Globba nawawii là một loài thực vật có hoa trong họ Gừng. Loài này được Ibrahim & K.Larsen mô tả khoa học đầu tiên năm 1995.